# Faramea dichotoma
Faramea dichotoma är en måreväxtart som beskrevs av Karl Moritz Schumann och Glaziou. Faramea dichotoma ingår i släktet Faramea och familjen måreväxter. Inga underarter finns listade i Catalogue of Life.